# Волиця (Сяноцький повіт)
Волиця (пол. Wolica) — лемківське село в Польщі, у гміні Буківсько Сяноцького повіту Підкарпатського воєводства. Населення — 306 осіб (2011).
Знаходиться на річці Сянічок.

## Історія
Перша назва села Святий Петро (лат. Sanctus Petrus) від назви однойменного костелу, який заснував угорський шляхтич Петро Угорець (пол. Piotr de Lobentas) близько 1361 року.
Від 1435 року сяноцький хорунжий (1434–1465) Петро зі Збоїськ (пол. Petrus de Boyska, Petrus de Tyrawa) був власником сіл Волиця, Збоїська, Буківсько, Белхівка і Загутинь.
Близько 1539 року село перебувало у власності польського шляхтича Миколая Гербурта Одновського.
З 1340 до 1772 року село входило до складу Сяноцької землі Руського воєводства (Королівства Польського, Речі Посполитої). З 1772 до 1852 року — у межах гміни Лісько, а від 1867 до 1918 — Сяніцького повіту Королівства Галичини та Володимирії Австро-Угорщини. З 1918 до 1939 років — Сяніцький повіт Львівського воєводства Польської Республіки, у 1934-1939 рр. — в об’єднаній сільській гміні Буківсько.
У 1787 році Волиця займала площу 8,13 км² і нараховувала 200 мешканців.
У 1898 році площа села була 3,98 км², нараховувало 58 господарств і 392 мешканців, переважна більшість з яких були українці, а також незначна кількість поляків і євреїв.
У 1905 році Мойсей Каннер разом з двома іншими партнерами був власником 171,8 га місцевої землі.
1 жовтня 1931 року значна частина території села Волиця передана до Буківська.
Напередодні Другої світової війни село налічувало 590 мешканців, у тому числі 70 поляків, 515 українців і 5 євреїв.
У вересні 1944 року під час Карпатсько-Дукельської військової операції у селі базувалась німецька 96 піхотна дивізія, яка обороняла позиції від наступу зі сходу радянського 67 корпусу піхоти і 107 піхотної дивізії.
Після війни половину українського населення в 1944—1946 р. виселено до СРСР (оселились у Бережанах). Решту тероризували і вбивали польське військо і банди поляків, вцілілих (261 особа) було зігнано Польським військом до гетто в Буківську, а далі через станцію Писарівці депортовано в ході операції «Вісла» 28.04-10.05.1947 на північні понімецькі землі.
У 1975-1998 роках село належало до Кросненського воєводства.

## Демографія
Демографічна структура станом на 31 березня 2011 року:
|          | Загалом | Допрацездатний вік | Працездатний вік | Постпрацездатний вік |
| -------- | ------- | ------------------ | ---------------- | -------------------- |
| Чоловіки | 139     | 34                 | 95               | 10                   |
| Жінки    | 167     | 44                 | 92               | 31                   |
| Разом    | 306     | 78                 | 187              | 41                   |

## Церква
1572 року у Волиці було перенесено церкву з горішньої частини в центр села. 1820-го на місці попередньої церкви було зведено новий парафіяльний храм св. Петра і Павла. Ремонт будівлі відбувався у 1907–1911 роках. До складу місцевої парафії, крім Волиці, входили церкви у Буківську, Збоїськах, Побідному, Ратнавиці і Підваленному. У 1785 році парафія налічувала 145 вірян, у 1867–216 осіб, 1898–903 особи, 1936 — 417 вірян. Метричні книги велися з 1835 р. З 1930  р. парафія належала до Буківського деканату. Після 1947 року місцева греко-католицька церква була передана римо-католицькій громаді, яка використовує її досі.
У селі також був і залишається філіальний мурований римо-католицький костел, який підпорядковується парафії Воздвиження Чесного Хреста у Буківську.

## Відомі люди
- Підляшецький Клеменс Адольф Васильович — український суддя, громадсько-політичний діяч, посол палати депутатів австрійського парламенту.